# Haruka Kasai
Haruka Kasai (葛西春香?, Kasai Haruka; Sapporo, 4 febbraio 2004) è una combinatista nordica e saltatrice con gli sci giapponese.

## Biografia
Sorella gemella di Yuna, a sua volta sciatrice nordica, la Kasai ha esordito nella Coppa Continentale di combinata nordica il 18 febbraio 2022 a Eisenerz (15ª) e ai successivi Mondiali juniores di Zakopane/Lygnasæter 2022 ha vinto la medaglia d'argento sia nella gara individuale di combinata nordica, sia nella gara a squadre di salto con gli sci; ha esordito nella Coppa del Mondo di combinata nordica il 12 marzo dello stesso anno a Schonach im Schwarzwald, subito conquistando il primo podio (2ª). Al suo debutto iridato a Planica 2023 ha vinto la medaglia di bronzo nel trampolino normale e si è classificata 5ª nella gara a squadre mista; ai Mondiali di Trondheim 2025 ha vinto la medaglia di bronzo nella partenza in linea ed è stata 7ª nel trampolino normale e 4ª nella gara a squadre mista.

## Palmarès

### Mondiali
- 2 medaglie:
  - 2 bronzi (trampolino normale a Planica 2023; partenza in linea a Trondheim 2025)

#### Mondiali juniores
- 1 medaglia:
  - 1 argento (individuale a Zakopane/Lygnasæter 2022)

#### Coppa del Mondo
- Miglior piazzamento in classifica generale: 4ª nel 2024
- 11 podi (individuali):
  - 7 secondi posti
  - 4 terzi posti

### Salto con gli sci

#### Mondiali juniores
- 1 medaglia:
  - 1 argento (gara a squadre a Zakopane/Lygnasæter 2022)